# 166-os busz (Budapest)
A budapesti 166-os jelzésű autóbusz a Gubacsi út / Határ út és Ferihegy vasútállomás között közlekedik. A viszonylatot a Budapesti Közlekedési Zrt. üzemelteti.

## Története
1959. november 3-án a 66-os busz betétjáratot kapott 66A jelzéssel a pesterzsébeti Kossuth Lajos tér és Péteri major között, ám időszakos jellege miatt november 24-étől P betűjelzéssel járt. 1959. március 30-án a ferencvárosi üzemek kérésére az útvonalát (a 66-ossal együtt) az Ady Endre utcán keresztül a Határ úti HÉV-végállomásig hosszabbították, azonban a közvetlen, Határ út – Soroksár, Hősök tere közötti (S jelzésű) HÉV-járat 1960. január 4-ei elindulásakor útvonala visszarövidült. A FAÜ új viszonylatjelzési rendszerének bevezetésével, 1961. július 3-án a Péteri majorhoz közlekedő busz jelzése 66Y lett. 1974. szeptember 2-án útvonala az Ültetvény utcáig hosszabbodott. Jelzését 1977. január 1-jén 166-osra módosították. 1982. július 6-án a pesterzsébeti Kossuth Lajos utca Kispest irányú, illetve a Prieszol József (ma Topánka) utca Csepel irányú egyirányúsítása miatt ismét változott az autóbuszok útvonala. 1986. június 1-jétől Pestimre, Dózsa György út és Pesterzsébet, Kossuth Lajos tér végállomások között közlekedett, majd 1987. augusztus 28-ától a Prieszol József (ma Topánka) utcai útpálya átadásával az autóbuszok a pesterzsébeti városközpontot mindkét irányban ezen keresztül érték el. A 2008-as paraméterkönyv bevezetésekor átszervezték a 35-ös buszcsaládot, a régi 35-ös és 135-ös busz forgalmát a 166-os, 166A és 266-os busz vette át.
A járaton 2012. január 30-án bevezették az első ajtós felszállási rendet.
2013. november 4-én új autóbuszjárat indult 236-os és 236A jelzéssel, ezért a 166-os buszcsalád is átszerveződött: a 166-os busz nem tér be egyik irányban sem a Mednyánszky utcához, viszont megáll Ferihegy vasútállomás felé a Templom utca 6. megállóhelyen (966-os megállóhelye), a 166A busz beleolvadt a 266-os buszba, így teljes üzemidőben 266-os jelzéssel közlekedik és végállomását Ganztelep, Mednyánszky utcához helyezik át.
2019. április 6-ától nem érinti a Hold utca megállóhelyet.

## Útvonala
| Ferihegy vasútállomás felé |
| Gubacsi út / Határ út vá. – Gubacsi út – Török Flóris utca – Topánka utca – Helsinki út – Grassalkovich út – Rézöntő utca – Templom utca – Hősök tere – Arany János utca – Vecsés út – Túri István út – Pétermajori bekötőút – Dózsa György utca – Nemes utca – Királyhágó út – Béke tér – Nagybánya utca – Nap utca – Bakonybánk utca – Szinyei Merse utca – Nagybánya utca – Ferihegy vasútállomás vá. |
| Gubacsi út / Határ út felé |
| Ferihegy vasútállomás vá. – Nagybánya utca – Királyhágó út – Nemes utca – Dózsa György utca – Pétermajori bekötőút – Túri István út – Vecsés út – Arany János utca – Hősök tere – Templom utca – Rézöntő utca – Grassalkovich út – Helsinki út – Topánka utca – Török Flóris utca – Szabadkai út – Gubacsi út – Gubacsi út / Határ út vá.                                                                |

## Megállóhelyei
| 0  | Gubacsi út / Határ út végállomás                                           | 42 | 119, 223E 2B, 3, 51                                                                                         | Lidl áruház                                                                                             |
| 2  | Török Flóris utca                                                          | ∫  | 119, 223E 2B, 51, 52                                                                                        | |
| 3  | János tér                                                                  | 40 | 119, 223E 2B, 51, 52                                                                                        | |
| 5  | Ady Endre utca (Topánka utca)                                              | 38 | 35, 66, 66B, 119, 148, 223E, 224, 224E 2B, 51, 52                                                           | Budapest-Pestszenterzsébeti Szent Erzsébet Főplébánia, MOL benzinkút, Gaál Imre Galéria                 |
| 6  | Pesterzsébet, városközpont                                                 | 38 | 35, 66, 66B, 66E, 119, 148, 223E, 224, 224E                                                                 | Pesterzsébeti Polgármesteri Hivatal, INTERSPAR áruház, McDonald’s étterem, Centrum Áruház, Penny Market |
| 7  | Pesterzsébet, Baross utca                                                  | 37 | 35, 36, 66E, 119, 148, 151, 224, 224E                                                                       | |
| 9  | Csepeli átjáró                                                             | ∫  | (Pesterzsébet felső) 66, 66B, 119, 151                                                                      | Pesterzsébet felső HÉV-állomás                                                                          |
| 10 | Pesterzsébet vasútállomás                                                  | 35 | 66, 66B, 119, 151 630, 631, 632, 635, 636, 650, 653, 654, 655, 659, 661                                     | Vasútállomás                                                                                            |
| 12 | Torontál utca H                                                            | 33 | 66, 66B, 66E                                                                                                | HÉV-állomás                                                                                             |
| 14 | Festékgyár                                                                 | 31 | 66, 66B, 66E 627, 630, 631, 632, 635, 636, 650, 653, 654, 655, 659, 661                                     | |
| 15 | Soroksár felső H                                                           | 30 | 66, 66B, 66E                                                                                                | |
| 16 | Templom utca 6.                                                            | ∫  | 135 | |
| 17 | Tárcsás utca                                                               | 27 | 66, 66B, 135                                                                                                | |
| 18 | Erzsébet utca                                                              | 26 | 135 | |
| 19 | Soroksár, Hősök tere H                                                     | 25 | 66, 66B, 66E, 135 626, 627, 628, 629, 630, 631, 632, 635, 636, 650, 653, 654, 655, 659, 660, 661 1080, 1110 | HÉV-állomás                                                                                             |
| 20 | Soroksár vasútállomás                                                      | 24 | | Vasútállomás                                                                                            |
| 21 | Vecsés út, sorompó                                                         | 22 | | |
| 22 | Szamaránszki dűlő                                                          | 21 | | |
| 23 | Telefondűlő út                                                             | 20 | | |
| 24 | Kertészeti Egyetem                                                         | 19 | | |
| 26 | Tangazdaság (Óvoda)                                                        | 17 | | |
| 26 | Víztorony tér                                                              | 17 | 54 | |
| 29 | Ültetvény utca (↓) Pestszentimre, Ültetvény utca (↑)                       | 15 | 54 | |
| 30 | Lajos utca                                                                 | 14 | 54 | |
| 31 | Szélső utca                                                                | 13 | 54 | |
| 32 | Pestszentimre vasútállomás (Dózsa György utca)                             | 12 | 54, 55, 84E, 89E, 94E, 254E, 255E, 266, 294E S21                                                            | Vasútállomás                                                                                            |
| 33 | Pestszentimre vasútállomás (Nemes utca) (↓) Pestszentimre vasútállomás (↑) | 11 | 54, 55, 84E, 89E, 94E, 254E, 255E, 266, 294E S21                                                            | Vasútállomás, Posta, PIK Ház, SPAR                                                                      |
| 34 | Ady Endre utca                                                             | 9  | 84E, 254E, 255E, 266                                                                                        | Szentimrei Diána Gyógyszertár, Pintér Kálmán Szakrendelő                                                |
| 35 | Kisfaludy utca                                                             | 8  | 84E, 184, 254E, 255E, 266, 284E                                                                             | Pestszentimrei Sportkastély                                                                             |
| 36 | Damjanich utca                                                             | 7  | 254E, 255E, 266                                                                                             | |
| 37 | Alacskai úti lakótelep                                                     | 6  | 182, 254E, 255E, 266, 282E                                                                                  | Bababirodalom                                                                                           |
| 38 | Alacskai út (↓) Tölgy utca (↑)                                             | 6  | 182, 254E, 255E, 266, 282E                                                                                  | |
| 39 | Kétújfalu utca                                                             | 5  | 182, 266, 282E                                                                                              | |
| 40 | Halomi út                                                                  | 4  | 182, 266, 282E                                                                                              | |
| 42 | Beszterce utca                                                             | 3  | 266 | |
| 44 | Pestszentlőrinc, Béke tér                                                  | 2  | 193E, 236, 236A, 266 50 577                                                                                 | Posta, Kassa Utcai Általános Iskola                                                                     |
| 45 | Duna utca                                                                  | 1  | 236, 236A, 266                                                                                              | |
| 47 | Ferihegy vasútállomás végállomás                                           | 0  | 200E, 236, 236A, 266 575, 576, 578, 580, 581 S50 Z50 IC, sebesvonat, gyorsvonat, expresszvonat              | Vasútállomás                                                                                            |